# Kahala järv
Kahala järv är en sjö i Estland. Den ligger i Kuusalu kommun i landskapet Harjumaa, 40 km öster om huvudstaden Tallinn. Kahala järv ligger 33 meter över havet. Arean är 3,45 kvadratkilometer. Den avvattnas av Oldoja, ett biflöde till Loo jõgi som mynnar i Finska viken. 